# Scarus quoyi
Scarus quoyi is een  straalvinnige vissensoort uit de familie van papegaaivissen (Scaridae). De wetenschappelijke naam van de soort is voor het eerst geldig gepubliceerd in 1840 door Valenciennes.
De soort staat op de Rode Lijst van de IUCN als niet bedreigd, beoordelingsjaar 2009.